# Blaise Giezendanner
Blaise Giezendanner (* 29. November 1991 in Chamonix) ist ein französischer Skirennläufer. Er startet vorwiegend in den Disziplinen Abfahrt und Super-G.

## Biografie
Im Alter von 15 Jahren nahm Giezendanner im Dezember 2006 erstmals an FIS-Rennen teil. In den folgenden Jahren fuhr er in allen Disziplinen; nennenswerte Erfolge blieben vorerst aus, sodass er nie an Juniorenweltmeisterschaften teilnehmen konnte. Ab Januar 2010 ging er auch im Europacup an den Start, jedoch auch dort weitgehend erfolglos. Allmählich begann er sich auf die schnellen Disziplinen Abfahrt und Super-G zu spezialisieren. Bei seinem Weltcup-Debüt, am 23. Februar 2013 in der Abfahrt von Garmisch-Partenkirchen, belegte er den 53. Platz. Bei der Winter-Universiade 2013, die in der italienischen Region Trentino stattfand, gewann Giezendanner drei Medaillen: die goldene im Super-G sowie je eine silberne in der Abfahrt und in der Kombination.
Während der Saison 2014/15 gelangen Giezendanner im Europacup zwei Podestplätze. Die ersten Weltcuppunkte gewann er am 21. Februar 2015 mit Platz 27 der Abfahrt von Saalbach-Hinterglemm. Ab der Saison 2015/16 fuhr er regelmäßig in die Weltcup-Punkteränge. Am 7. Februar 2016 überraschte er mit dem achten Platz im Super-G von Jeongseon, zwei Wochen später folgten in seinem Wohnort Chamonix zwei weitere Top-10-Ergebnisse. Im Weltcupwinter 2016/17 punktete er zwar regelmäßig, kam jedoch nicht über einen 14. Platz hinaus, den er im Super-G des Weltcupfinales in Colorado erreichte. Dieselbe Platzierung erzielte bei den Weltmeisterschaften 2017 in derselben Disziplin. Zum Abschluss der Saison errang er seinen ersten französischen Abfahrtsmeistertitel.
Mit einer Top-10-Platzierung während der Weltcupsaison 2017/18 qualifizierte sich Giezendanner für die Olympischen Winterspiele 2018 in Pyeongchang. Dort fuhr er im Super-G auf den vierten Platz und verpasste eine Medaille um 20 Hundertstelsekunden. In den drei darauf folgenden Wintern klassierte er sich nur sporadisch in den Weltcup-Punkterängen, während ihm in der Saison 2021/22 wieder eine deutliche Steigerung gelang. Seine erste Podestplatzierung in einem Weltcuprennen erzielte Giezendanner am 21. Januar 2022, als er in der Hahnenkammabfahrt von Kitzbühel mit Startnummer 43 überraschend auf den dritten Platz fuhr. Er nahm an den Olympischen Winterspielen 2022 in Peking teil, wo er im Super-G den neunten Platz belegte. Am 18. Januar 2025 musste Giezendanner die Saison 2024/25 beenden, da er sich bei einem Sturz auf der Lauberhornabfahrt einen Kreuzbandriss zuzog.
Giezendanner ist verheiratet.

## Erfolge

### Olympische Spiele
- Pyeongchang 2018: 4. Super-G
- Peking 2022: 9. Super-G, 26. Abfahrt

### Weltmeisterschaften
- St. Moritz 2017: 14. Super-G
- Courchevel/Méribel 2023: 23. Super-G

### Weltcup
- 8 Platzierungen unter den besten zehn, davon 1 Podestplatz

### Weltcupwertungen
| Saison  | Gesamt | Gesamt | Abfahrt | Abfahrt | Super-G | Super-G | Kombination | Kombination |
| Saison  | Platz  | Punkte | Platz   | Punkte  | Platz   | Punkte  | Platz       | Punkte      |
| ------- | ------ | ------ | ------- | ------- | ------- | ------- | ----------- | ----------- |
| 2014/15 | 147.   | 4      | 57.     | 4       | –       | –       | –           | –           |
| 2015/16 | 65.    | 138    | 29.     | 72      | 32.     | 40      | 23.         | 26          |
| 2016/17 | 62.    | 118    | 34.     | 35      | 23.     | 64      | 25.         | 19          |
| 2017/18 | 89.    | 48     | 55.     | 1       | 25.     | 47      | –           | –           |
| 2018/19 | 101.   | 41     | 50.     | 10      | 35.     | 28      | 41.         | 3           |
| 2019/20 | 108.   | 40     | 57.     | 4       | 32.     | 26      | 34.         | 10          |
| 2020/21 | 80.    | 77     | 54.     | 2       | 21.     | 75      | –           | –           |
| 2021/22 | 59.    | 140    | 29.     | 71      | 25.     | 69      | –           | –           |
| 2022/23 | 82.    | 68     | 52.     | 11      | 26.     | 57      | –           | –           |
| 2023/24 | 58.    | 126    | 19.     | 100     | 36.     | 26      | –           | –           |
| 2024/25 | 72.    | 89     | 33.     | 39      | 27.     | 50      | –           | –           |

### Europacup
- Saison 2014/15: 9. Abfahrtswertung
- 2 Podestplätze

### Weitere Erfolge
- 2 französischer Meistertitel: Abfahrt 2017 und 2021
- Winter-Universiade 2013: 1. Super-G, 2. Abfahrt, 2. Kombination, 13. Riesenslalom
- 2 Podestplätze im South American Cup, davon 1 Sieg
- 2 Siege in FIS-Rennen